# Walery Wroblewski
Pour les articles homonymes, voir Wróblewski.
Walery Wroblewski, né le 27 décembre 1836 à Zoludek en Biélorussie et mort le 5 juillet ou le 5 août 1908 à Ouarville (Eure-et-Loir), est une personnalité militaire de la Commune de Paris.

## Biographie

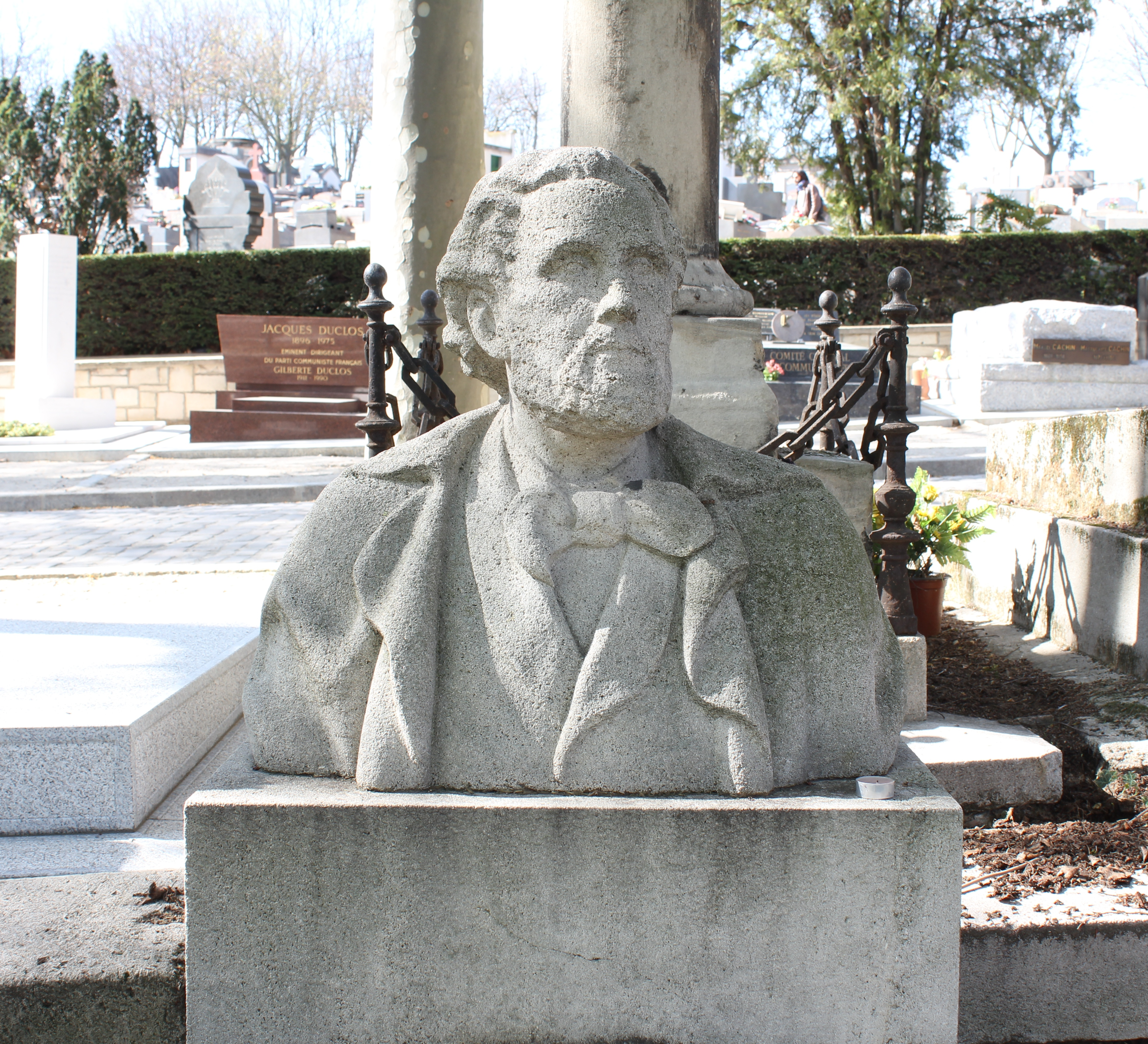
Tombe au cimetière du Père-Lachaise.

Issu d'une famille de la petite noblesse polonaise, il fait ses études à l'Institut des Eaux et Forêts de Saint-Pétersbourg, en Russie (la Pologne est alors annexée à l'Empire russe). Il prend part à l'insurrection polonaise de 1863, est blessé et doit s'exiler, à Paris (1864). Il est allumeur de réverbère puis ouvrier imprimeur. Il milite au Comité de l'Union des démocrates polonais. 
En 1870, pendant le siège de Paris par les Allemands, sa proposition de créer une légion polonaise est rejetée par le Gouvernement de la Défense nationale. Après le soulèvement du 18 mars 1871, le Conseil de la Commune le nomme commandant des fortifications entre Ivry et Arcueil. Pendant la Semaine sanglante, il défend en vain la Butte-aux-Cailles, puis le quartier de la Bastille à la tête du 101e bataillon formé d'ouvriers des 13e et 5e arrondissements de Paris .
Après ces deux échecs et la mort ou les blessures de nombreux autres officiers supérieurs de la Commune, il lui est proposé le commandement en chef de ce qui restait de l'armée des Communards. Il le refuse, arguant du peu d'hommes restants capables de se battre de manière disciplinée, et terminera la Semaine sanglante en se battant comme simple soldat.
Il se réfugie ensuite à Londres où il entre au Conseil général de l'Association internationale des travailleurs. Revenu en France après l'amnistie de 1880, il y vit difficilement.
Il est enterré dans le cimetière du Père-Lachaise près du Mur des Fédérés.